# Lordiphosa nigricolor
Lordiphosa nigricolor är en tvåvingeart som först beskrevs av Gabriel Strobl 1898.  Lordiphosa nigricolor ingår i släktet Lordiphosa och familjen daggflugor. Arten har ej påträffats i Sverige. Inga underarter finns listade i Catalogue of Life.